# Paul Drieskens
Paul Drieskens (Bree, 6 augustus 1887 - Genk, 8 november 1960) was een Vlaams priester en schrijver en actief binnen de Vlaamse Beweging.
Hij kreeg voor zijn boek Levet scone! voor de periode 1940-1942 de Vlieberghprijs en zijn boek werd opgenomen in de Volksreeks van het Davidsfonds, waarschijnlijk als signaal tegen het nationaalsocialisme.  Het werd in 1943 gratis uitgegeven aan alle 90.000 leden van het Davidsfonds. Desondank werd het, wegens bepaalde passages in het boek, tijdens en na de Tweede Wereldoorlog als onvaderlandse daad beschouwd.
Tussen 1930 en 1938 was hij tevens directeur van het Sint-Jan Berchmanscollege (Genk).